# Yoshiyuki Matsuoka
Yoshiyuki Matsuoka  (jap. 松岡義之, Matsuoka Yoshiyuki; * 6. März 1957 in der Präfektur Hyōgo) ist ein ehemaliger japanischer Judoka. 1984 war er Olympiasieger im Halbleichtgewicht, der Gewichtsklasse bis 65 Kilogramm.

## Sportliche Karriere
Der 1,64 m große Yoshiyuki Matsuoka gewann 1982 internationale Turniere in Budapest und Prag. Bei den Weltmeisterschaften 1983 in Moskau bezwang er im Halbfinale den Italiener Sandro Rosati, im Finale unterlag er Nikolai Soloduchin aus der Sowjetunion.
Wegen des Olympiaboykotts war Soloduchin bei den Olympischen Spielen 1984 in Los Angeles nicht dabei. Matsuoka bezwang in seinem ersten Kampf den Schweden Jörgen Häggqvist und dann den Belgier Philip Laats jeweils durch eine Yuko-Wertung. Im Achtelfinale bezwang er den Briten Stephen Gawthorpe und im Viertelfinale den Rumänen Constantin Niculae jeweils vorzeitig durch Ippon. Im Halbfinale gegen den Franzosen Marc Alexandre siegte Matsuoka durch Schiedsrichterentscheid (yusei-gachi). Das Finale gegen den Südkoreaner Hwang Jung-oh gewann Matsuoka durch eine Koka-Wertung.
Bei den Weltmeisterschaften 1985 in Seoul unterlag Matsuoka im Halbfinale dem Südkoreaner Lee Kyung-keun, erkämpfte aber eine Bronzemedaille.